# Washington megye (Georgia)
Washington megye az Amerikai Egyesült Államokban, azon belül Georgia államban található. Megyeszékhelye és legnagyobb városa Sandersville. Lakosainak száma 19 988 fő (2020. április 1.). Washington megye Glascock, Johnson, Jefferson, Wilkinson, Baldwin és Hancock megyékkel határos.

## Népesség
A megye népességének változása:
| Lakosok száma | 21 116 | 21 014 | 20 863 | 20 676 | 20 816 | 19 988 |
|               | 2010   | 2011   | 2012   | 2013   | 2015   | 2020   |